# Румянцев, Александр Дмитриевич
Александр Дмитриевич Румянцев (30 декабря 1899 года, деревня Шуино, Новгородская губерния — 18 сентября 1981 года, Рига) — советский военный деятель, Генерал-лейтенант (1946 год).

## Начальная биография
Александр Дмитриевич Румянцев родился 30 декабря 1899 года в деревне Шуино Новгородской губернии в семье рабочих.

## Военная служба

### Гражданская война
В феврале 1918 года был призван в ряды РККА, после чего служил красноармейцем в составе Новодеревенского отряда, затем 5-го Латышского полка и принимал участие в боевых действиях на Южном фронте против войск под командованием генерала А. И. Деникина.
В октябре 1919 года был ранен и находился на излечении в госпитале, после чего воевал на Петроградском фронте против войск под командованием генерала Н. Н. Юденича в качестве красноармейца и старшего разведчика, младшего командира, командира взвода.
В августе 1920 года был назначен на должность командира взвода 4-го Латышского полка Латышской стрелковой дивизии, после чего принимал участие в боевых действиях на Южном фронте против войск под командованием генерала П. Н. Врангеля.
В 1920 году вступил в ряды РКП(б).

### Межвоенное время
В марте 1921 году был направлен на учёбу в Высшую тактическо-стрелковую школу командного состава РККА им. III Коминтерна, по окончании которой с сентября 1922 года служил в 25-й стрелковой дивизии на должностях командира взвода 73-го и 75-го стрелкового полков, помощника начальника и временно исполняющего должность начальника пулемётной команды 75-го стрелкового полка.
С декабря 1923 года служил в 21-м стрелковом полку (7-я стрелковая дивизия) на должностях помощника начальника пулеметной команды, командира взвода, роты, батальона.
В сентябре 1932 года был направлен на учёбу в Военную академию имени М. В. Фрунзе, по окончании которой в ноябре 1936 года был назначен на должность командира батальона курсантов в Объединённой военной школе имени ВЦИК в Москве, в ноябре 1937 года — на должность начальника Тамбовского пехотного училища, а в августе 1938 года — на должность начальника 1-го отдела Управления по командному и начальствующему составу РККА. Принимал участие в боевых действиях в ходе советско-финской войны, за что был награждён орденом Красного Знамени.
В августе 1940 года был назначен на должность заместителя начальника, а в декабре — на должность начальника Управления кадров РККА.

### Великая Отечественная война
В начале войны Александр Дмитриевич Румянцев находился на прежней должности. Одновременно с 4 мая 1942 по апрель 1943 года был заместителем Наркома обороны СССР по кадрам.
19 апреля 1943 года был назначен на должность командира 4-й гвардейской воздушно-десантной дивизии, которая во время Курской битвы вела оборонительные бои в районе города Поныри, а затем участвовала в ходе Черниговско-Припятской наступательной операции и освобождении города Прилуки, после чего вышла к Днепру.
11 октября 1943 года, за умелое форсирование реки Днепр, генерал-майор Румянцев был представлен командиром 18-го гвардейского стрелкового корпуса генерал-майором И. М. Афониным к званию Герой Советского Союза, однако командующий войсками 60-й армии генерал-лейтенант И. Д. Черняховский понизил статус награды до ордена Суворова 2-й степени.
Вскоре дивизия принимала участие в ходе Киевской, Житомирско-Бердичевской, Уманско-Ботошанской и Ясско-Кишинёвской наступательных операций. 25 сентября 1944 года Румянцев был ранен, после чего был направлен на излечение в госпиталь.
После лечения 25 октября 1944 года был назначен на должность командира 51-го стрелкового корпуса, который принимал участие в ходе Дебреценской, Будапештской, Братиславо-Брновской и Пражской наступательных операций, а также в освобождении городов Сату-Маре, Ньиредьхаза, Зволен, Банска-Быстрица, Кремница и Превидза.

### Послевоенная карьера
В июле 1945 года 51-й стрелковый корпус был расформирован.
В сентябре генерал-майор Александр Дмитриевич Румянцев был назначен на должность командира 35-го, а в мае 1946 года — на должность командира 128-го стрелковых корпусов.
В июне 1948 года был направлен на учёбу на высшие академические курсы при Высшей военной академии имени К. Е. Ворошилова, после окончания которых в июне 1949 года был назначен на должность командира 4-го гвардейского стрелкового корпуса. С декабря 1950 года состоял в распоряжении 10-го отдела 2-го Главного управления Генерального штаба Советской Армии.
В январе 1953 года был назначен на должность помощника командующего — начальника отдела боевой подготовки 38-й армии (Прикарпатский военный округ), в августе 1955 года — на должность 1-го заместителя командующего этой армией. В 1956 году находясь в этой должности принимал участие в подавлении Венгерского восстания, за что был награждён орденом Кутузова 2 степени. В июне 1957 года — назначен на должность помощника командующего войсками Прибалтийского военного округа по военно-учебным заведениям.
Генерал-лейтенант Александр Дмитриевич Румянцев в марте 1959 года вышел в запас. Умер 18 сентября 1981 года в Риге.

## Награды
- Два ордена Ленина;
- Четыре ордена Красного Знамени;
- Два ордена Суворова 2 степени;
- Два ордена Кутузова 2 степени;
- Орден Красной Звезды;
- Медали[6].